# دكتور سترينج
دكتور سترينج (بالإنجليزية: Doctor Strange)‏ أو ستيفن فينسنت سترينج هو بطل خارق خيالي يظهر في القصص المصورة التي تنشرها مارفل كومكس. من صنع الفنان ستيف ديتكو. ظهر للمرة الأولى في سنة 1963 وهو جراح أعصاب سابق وساحر يحمي الأرض ضد التهديدات السحرية والباطنية. بعد ظهوره في فترة العصر الفضي للقصص المصورة برز في أعمال أخرى مثل الأفلام ومسلسلات التلفاز وألعاب الفيديو. تم صنع الشخصية من أجل إيجاد شخصية تتميز بالغموضية في قصص مارفل المصورة. في 2012 وضعه موقع آي جي إن في المركز 33 ضمن قائمة أفضل 50 منتقم.